# یوگنداشتیل
یوگنداشتیل (به آلمانی: Jugendstil) (به معنی: «سبک جوان»)، یک جنبش هنری بود، به ویژه در هنرهای تزئینی، که در درجه اول در آلمان و سایر نقاط اروپا به میزان کمتری از حدود ۱۸۹۵ تا حدود ۱۹۱۰ نفوذ داشت. همتای آلمانی آر نُوو (هنر نو) بود. اعضای جنبش در برابر تاریخ‌گرایی و نئو-کلاسیکیسم فرهنگستان‌های رسمی هنر و معماری واکنش نشان می‌دادند. نام خود را از مجلۀ هنری یوگند (جوان) که توسط هنرمند آلمانی گئورگ هیرت تأسیس شد، گرفته‌ است. به ویژه در هنرهای گرافیک و دکوراسیون داخلی فعال بود.
مراکز عمدهٔ فعالیت آن مونیخ و وایمار و مستملکات هنرمندان دارمشتات بود که در سال ۱۹۰۱ میلادی در دارمشتات تأسیس شد. از چهره‌های مهم جنبش می‌توان به گرافیست سوئیسی، هرمان اُبریست، اتو اکمان، و هنری وان ده ولده، معمار و دکوراتور بلژیکی اشاره کرد. در سال‌های اولیه، این سبک تحت تأثیر سبک مدرن (سبک هنر نو بریتانیا) قرار گرفت. همچنین تحت تأثیر چاپ‌های ژاپنی قرار گرفت. بعدها، تحت تأثیر جدایی طلبان، به سمت انتزاع و اشکال هندسی بیشتر گرایش یافت.

## تاریخچه
خاستگاه این جنبش در مونیخ و با تأسیس انجمنی از هنرمندان تجسمی در سال ۱۸۹۲ میلادی بود که از سبک‌های رسمی‌تر تاریخی و آکادمیک فرهنگستان جدا شد. گئورگ هیرت نام جدایی مونیخ را برای انجمن انتخاب کرد. بعدها، جدایی وین، که در سال ۱۸۹۷ میلادی تأسیس شد و جدایی برلین نام خود را از گروه مونیخ گرفت. مجلۀ این گروه، یوگند، که در سال ۱۸۹۶ میلادی آغاز شد، همراه با نشریات مونیخی دیگر، زیمپلیتسیسیموس و پان در برلین، به قابل مشاهده‌ترین ویترین سبک جدید تبدیل شدند. چهره‌های برجسته این جنبش، از جمله پیتر بهرنز، برنهارد پانکوک، و ریچارد ریمرشمید، و همچنین اکثریت اعضای بنیانگذار جدایی مونیخ، همگی برای یوگند تصاویری ارائه کردند.
در ابتدا، این سبک عمدتاً در تصویرسازی و هنرهای گرافیکی استفاده می‌شد. یوگنداشتیل تزئینات گل و منحنی‌های سینوسی را با خطوط هندسی بیشتر ترکیب کرد و به زودی برای جلد رمان‌ها، تبلیغات و پوسترهای نمایشگاهی مورد استفاده قرار گرفت. طراحان اغلب سبک‌های اصلی از حروف چاپی را ایجاد می‌کردند که هماهنگ با تصویر کار می‌کردند، مانند طرح‌حروف آرنولد بوکلین که در سال ۱۹۰۴ ایجاد شد.
اتو اکمان یکی از برجسته‌ترین هنرمندان آلمانی بود که هم با یوگند و هم با پان ارتباط داشت. حیوان مورد علاقه او قو بود و تأثیر او به قدری زیاد بود که قو به عنوان نماد کل جنبش تبدیل شد. یکی دیگر از طراحان برجسته در این سبک، ریچارد ریمرشمید بود که مبلمان، سفال و سایر اشیاء تزئینی را به سبک هندسی و هوشیارانه‌ای ساخت که به سمت آرت دکو اشاره داشت. هنرمند سوئیسی هرمان اُبریست که در مونیخ زندگی می‌کرد، طرح‌هایی با منحنی‌های دوتایی سینوسی، با الگوبرداری از گیاهان و گل‌ها، که نقش برجسته‌ای از سبک اولیه بودند، ساخت.

### یوزف ماریا البریش و مستملکات هنرمندان دارمشتات
مستملکات هنرمندان دارمشتات مجموعه‌ای قابل توجه از ساختمان‌های یوگنداشتیل است که در سال ۱۸۹۹ میلادی توسط ارنست لودویگ، دوک بزرگ هسن و نوۀ ملکۀ ویکتوریا برای ترویج تجارت و هنر ایجاد شد. او گروهی از طراحان را برای ایجاد جامعۀ جدید خود گرد هم آورد، از جمله پیتر بهرنز، هانس کریستینسن و یوزف ماریا البریش. معماری کلونی نشان‌دهندۀ یک گسست کامل از سبک گل‌های قبلی بود و در طراحی آن بسیار جسورتر بود. پیتر بهرنز و چند تن از معماران دیگر خانه‌های خود را در آنجا ساختند و تمام جزئیات، از دستگیره‌های درگرفته تا ظروف را طراحی کردند.
چشمگیرترین ساختمان مستملکات، مزون ارنست-لودویگ است که از دوک بزرگ نامگذاری شده‌ است که شامل کارگاه‌های هنرمندان بود. طراحی آن توسط یوزف ماریا البریش، با ورودی به شکل دایره‌ای سه چهارم، توسط دو مجسمه، نیرو و زیبایی، توسط لودویگ هابیش (۱۹۰۱) طراحی شد.

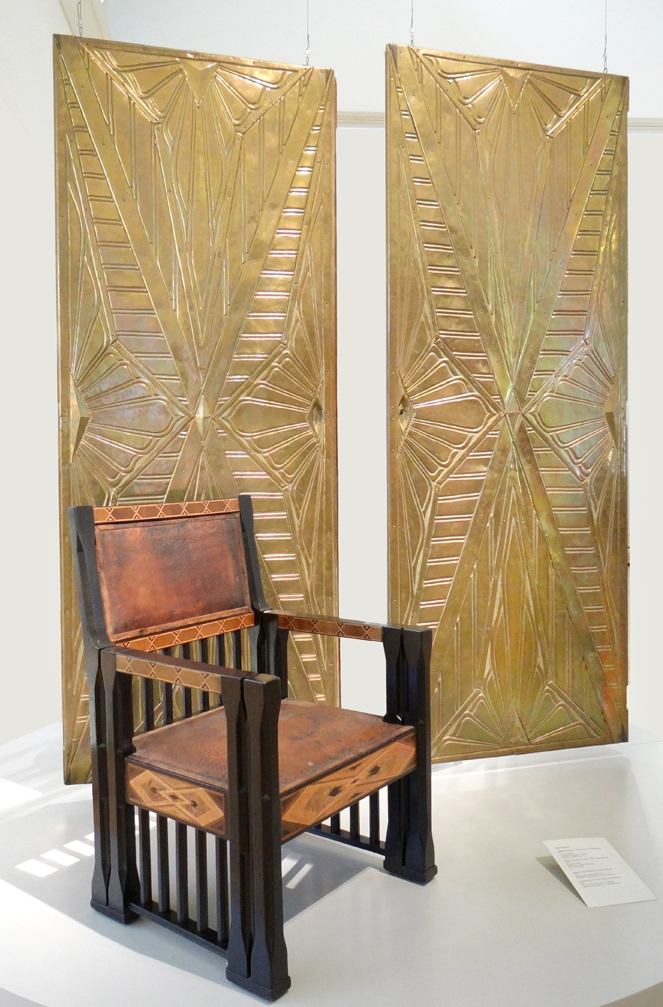
صندلی دسته‌دار و درهای آلومینیومی و چوبی طراحی شده توسط: پیتر بهرنز برای اتاق موسیقی خود در دارمشتات
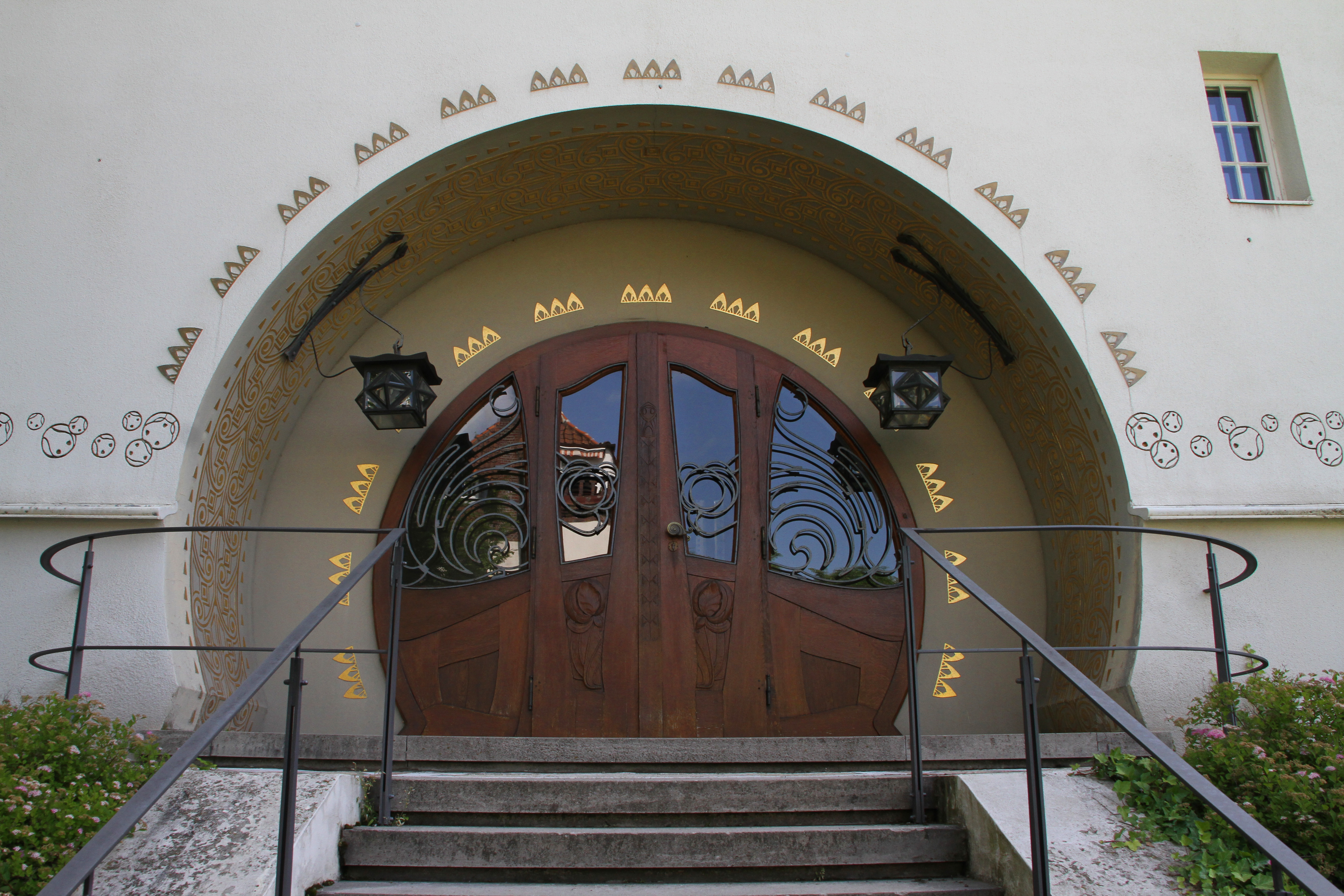
ماتیلدنهوهه – خانۀ گلوکرت (۱۹۰۱ میلادی)
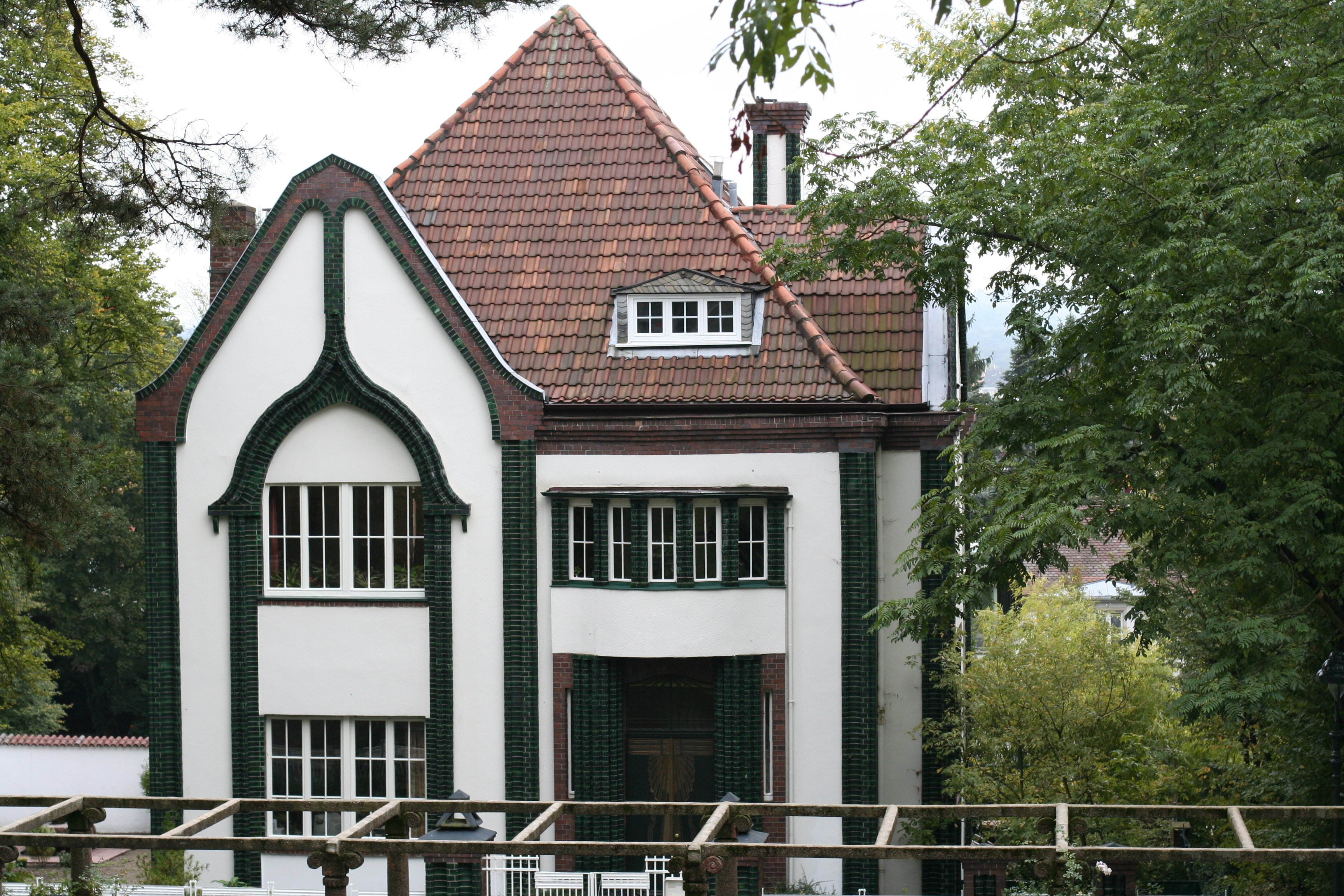
خانۀ معمار پیتر بهرنز
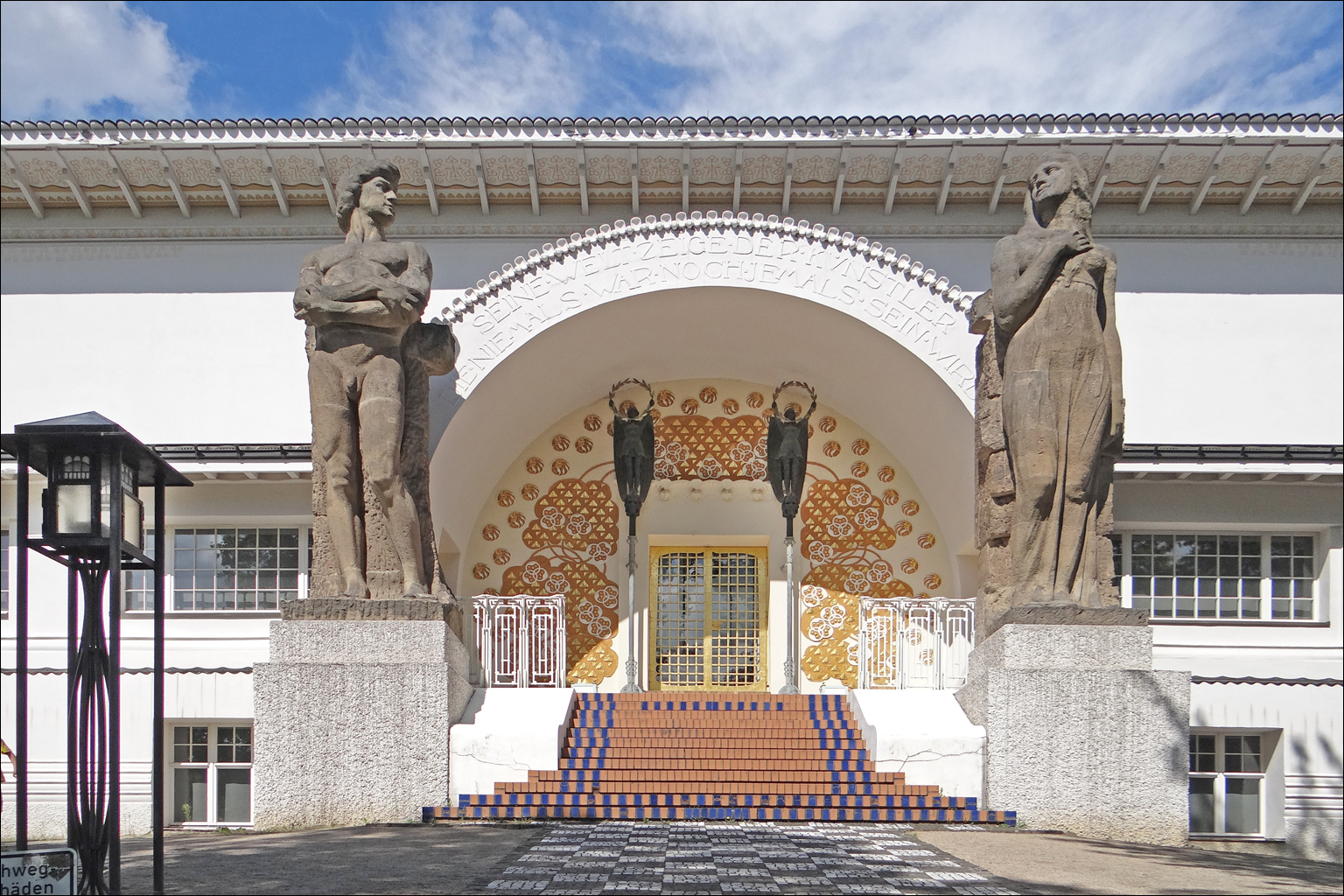
ورودی خانهٔ ارنست لودویگ، کارگاه هنرمندان در مستملکات دارمشتات، اثر یوزف ماریا البریش (۱۹۰۱ میلادی)
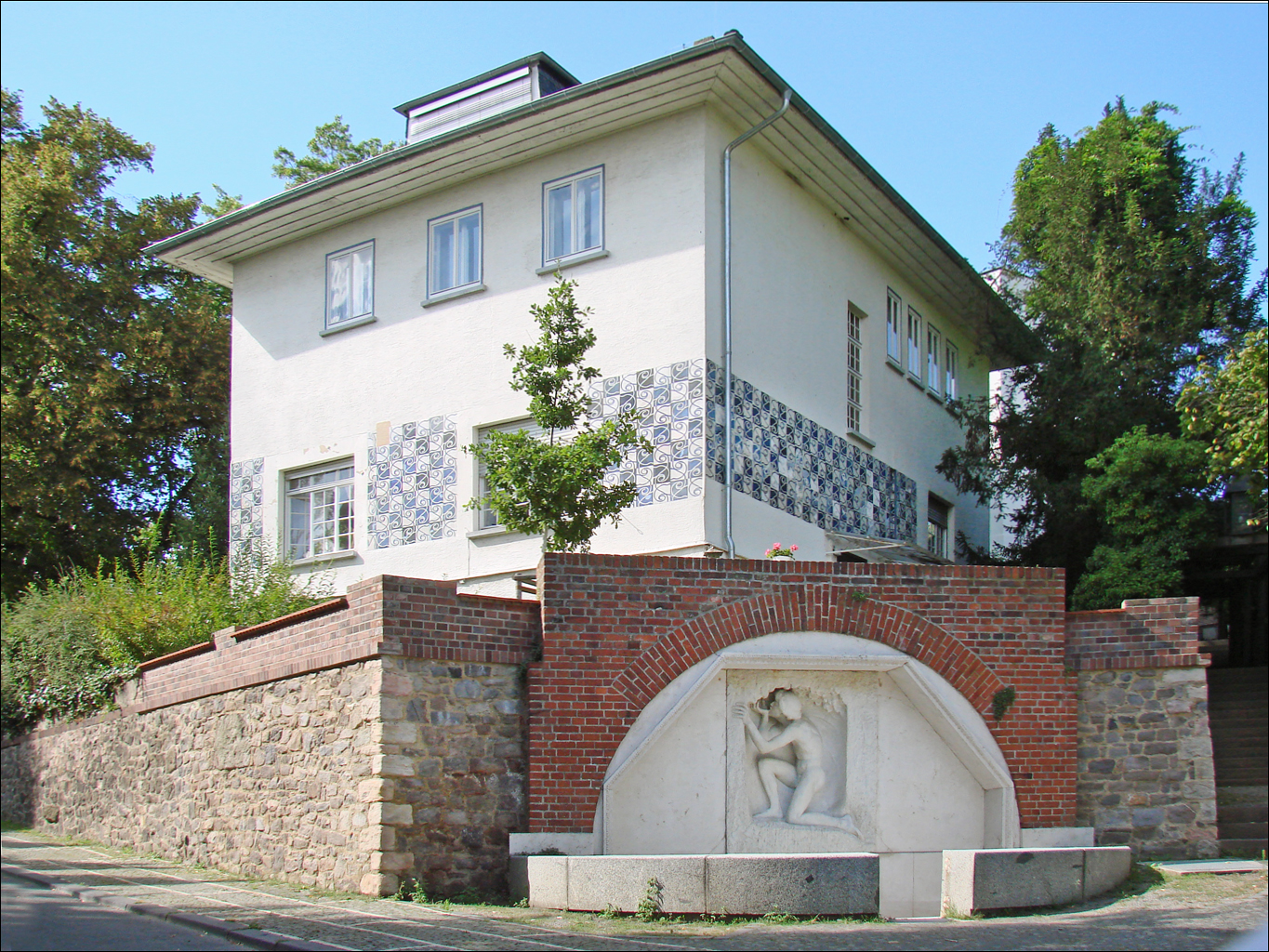
خانهٔ یوزف ماریا البریش در دارمشتات. (پس از تخریب در جنگ جهانی دوم به سبک ساده‌تری بازسازی شد؛ فقط طرح شطرنجی رنگ اصلی است.)
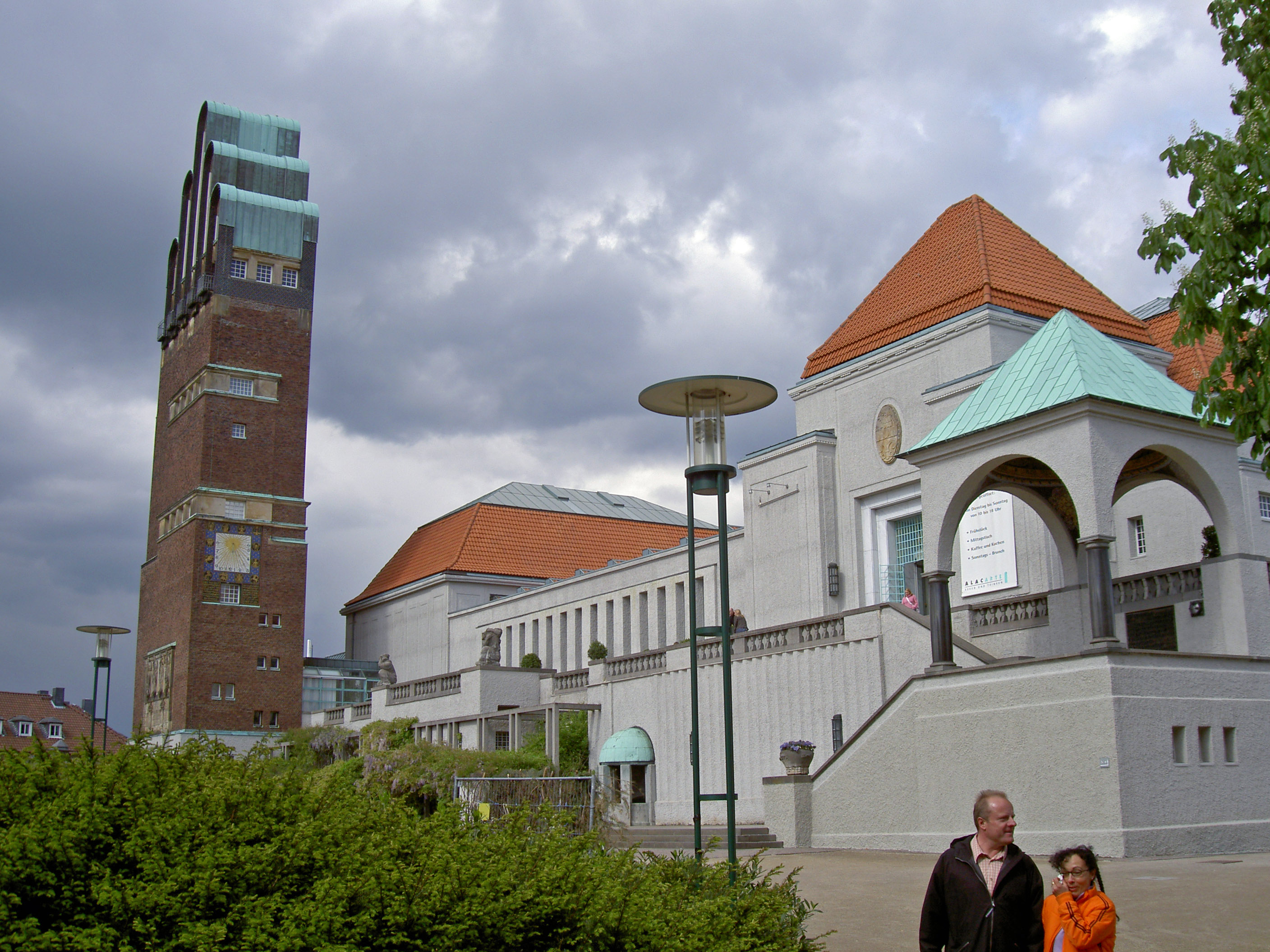
ساختمان نمایشگاه (۱۹۰۱ میلادی)
برج عروسی در مستملکات هنرمندان دارمشتات (۱۹۰۱ میلادی)

### هانری وان ده ولده و وایمار

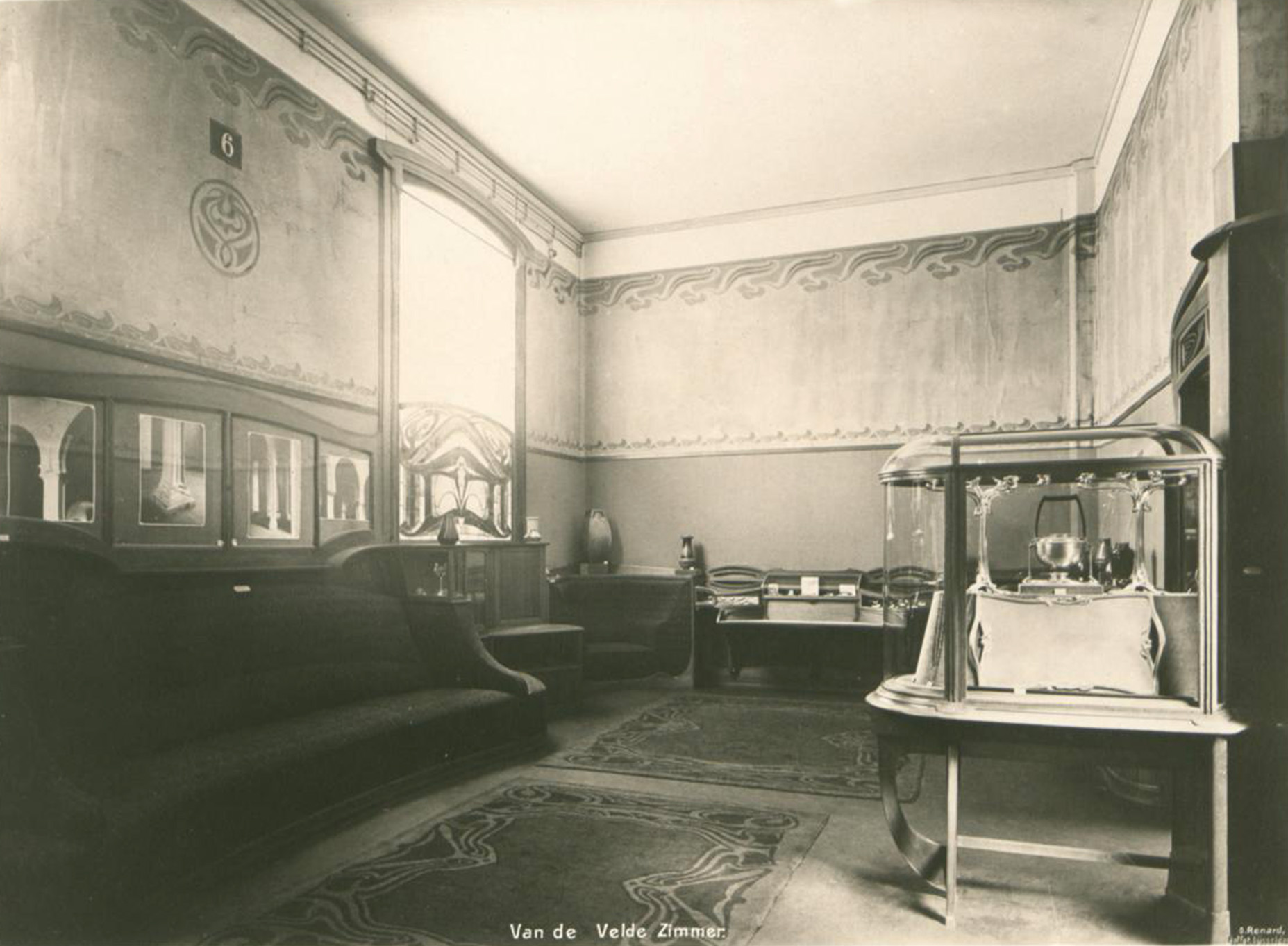
فضای داخلی اتاق ۶ کاخ هنرها، دوسلدورف، اثر: هانری وان ده ولده (۱۹۰۲ میلادی)
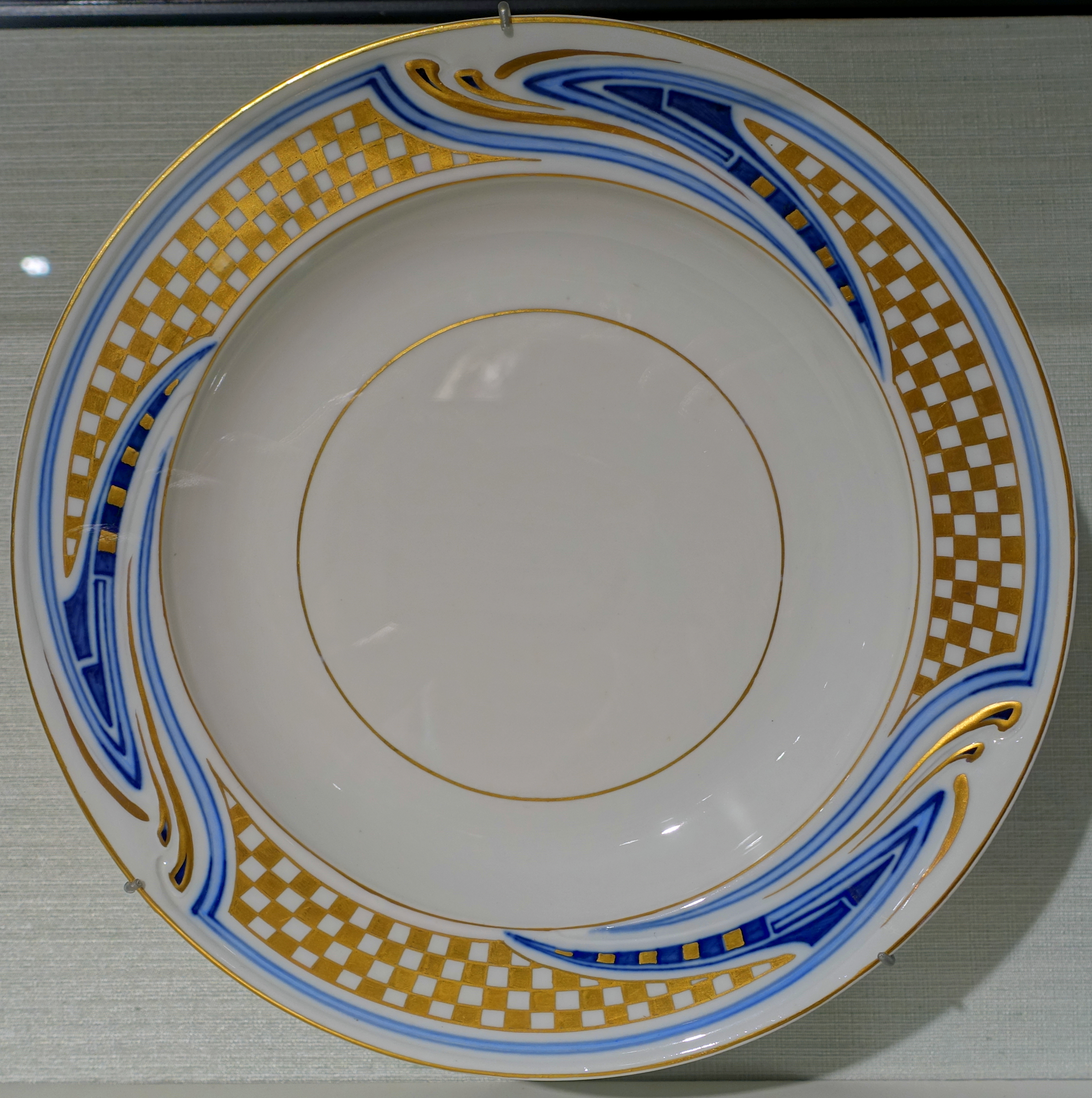
بشقاب چینی، اثر: هانری وان ده ولده برای کارخانۀ مایسن (۱۹۰۳ میلادی) (موزهٔ دارمشتات)
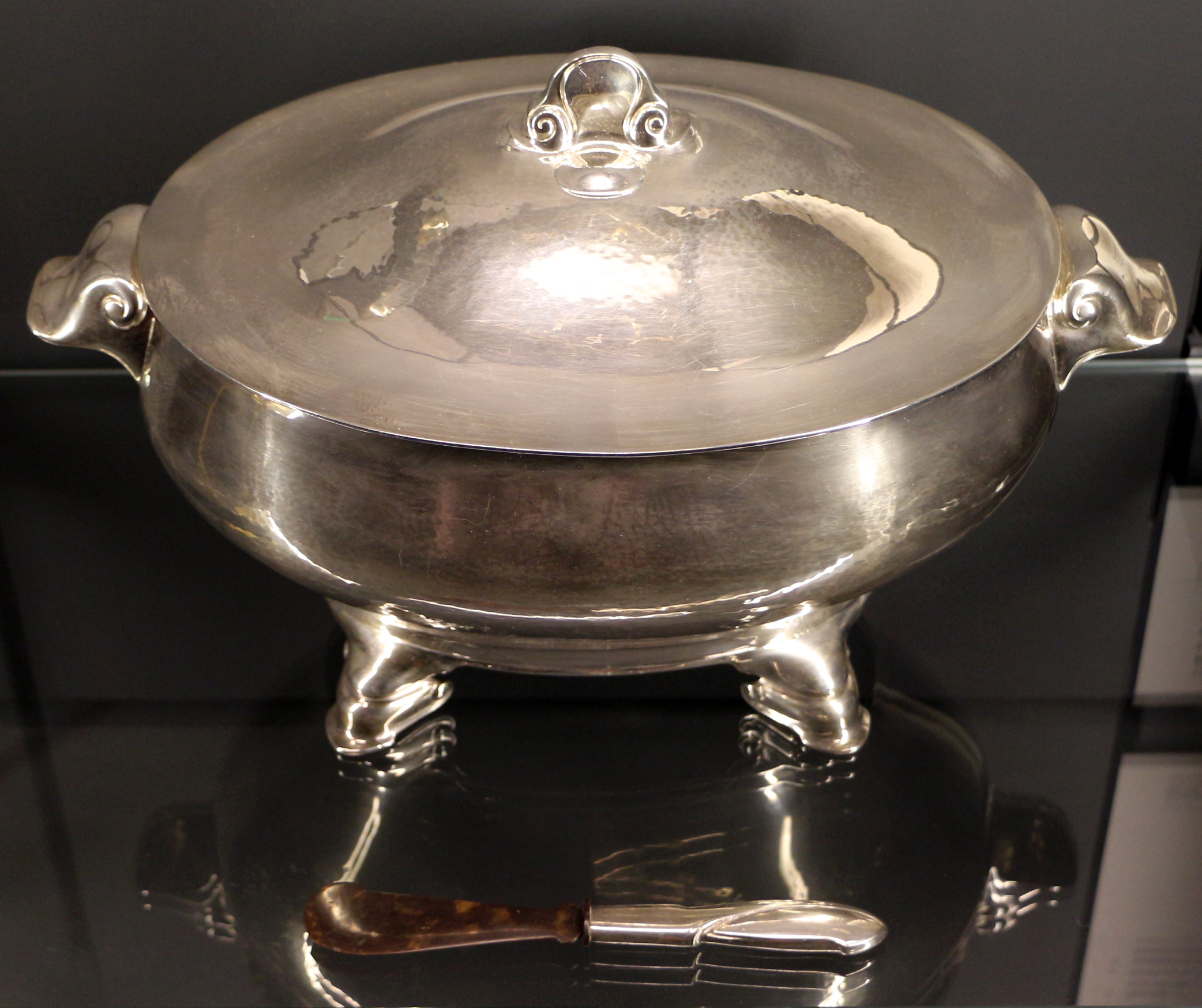
ظرف خوراک نقره‌ای اثر: هانری وان ده ولده (۰۶–۱۹۰۵ میلادی)

شهر وایمار عمدتاً به لطف معمار و طراح بلژیکی هانری وان ده ولده، یکی دیگر از مراکز مهم یوگنداشتیل بود. وان ده ولده نقش مهمی در اولین آر نُوو در بلژیک ایفا کرد، او خانه خود را ساخت و آن را به سبک آر نُوو تزئین کرد، با نفوذ قوی جنبش هنر و صنایع‌دستی بریتانیا، او در آلمان به خاطر کارهایش در بلژیک و پاریس شناخته شده بود و در سال ۱۸۹۷ میلادی در درسدن با نمایش در نمایشگاه هنرهای تزئینی درسدن، کار جدیدی را آغاز کرد. آثار او در آلمان از طریق مجلات هنرهای تزئینی شناخته شد و چندین سفارش برای دکوراسیون داخلی در برلین، برای ویلا در کمنیتس، موزۀ فولک‌وانگ در هاگن، و خانۀ نیچه در وایمار برای الیزابت فورستر-نیچه، خواهر فیلسوف فردریش نیچه دریافت کرد. او در سال ۱۸۹۹ میلادی در وایمار اقامت گزید و طیف گسترده‌ای از آثار تزئینی، از جمله ظروف نقره و سرامیک، همگی را در اشکال بسیار بدیع تولید کرد. ظروف نقرۀ او به ویژه غیرمعمول بود: هر قطعه شکل خاص خود را داشت، با خطوط منحنی براق، اما با هم یک مجموعه هماهنگ را تشکیل می‌دادند. در سال ۱۹۰۲ میلادی، او آپارتمان کُنت هری کسلر، حامی برجستۀ نقاشان امپرسیونیست را دکور کرد.
در سال ۱۹۰۵ میلادی، با حمایت دوک بزرگ وایمار، مدرسه دوکال بزرگ هنر و صنایع دستی را در وایمار ایجاد کرد. او ویترینی از هنرهای کاربردی را برای نمایشگاه هنرهای کاربردی درسدن در سال ۱۹۰۶ میلادی ایجاد کرد که با نقاشی‌های لودویگ فون هوفمان تزئین شده بود و به عنوان اتاق اصلی یک موزۀ جدید دکوراسیون در وایمار در نظر گرفته شده بود. او ویژگی‌های ظروف نقره، ظروف و مبلمان خود را به معماری منتقل کرد. وان ده ولده خطوط گیاهی پیچ‌دار دکوراسیون آر نُوو را کنار گذاشت و آن‌ها را با منحنی‌های بسیار ساده‌تر و شیک‌تر جایگزین کرد که بخشی از ساختار ساختمان‌ها و آثار تزئینی او بود.
در سال ۱۹۰۷ میلادی، وان ده ولده مدیر مدرسۀ جدید هنرهای تزئینی در وایمار شد. بازسازی او از آر نُوو به سبکی کاربردی‌تر و ساده‌تر به شیوه‌ای بسیار متفاوت در دستگیره‌های در، صندلی‌ها و نماهای ساختمان‌هایش ظاهر شد. زینت در ساختار ادغام شد.
اهمیت وایمار به عنوان یک فرهنگ در سال ۱۹۰۶ میلادی شکسته شد، زمانی که حامی اصلی آن، کُنت هری کسلر، رودن را مأمور ساخت مجسمه‌ای برهنه برای آرشیدوک کرد. آرشیدوک رسوا شد و کسلر مجبور به استعفا شد. مکتب طراحی وایمار اهمیت خود را تا سال ۱۹۱۹ میلادی از دست داد، زمانی که به عنوان باوهاوس تحت رهبری والتر گروپیوس بازگشت و نقش عمده‌ای در ظهور معماری مدرن داشت.

### پیتر بهرنز و ورک‌بوند آلمان
معمار و طراح پیتر بهرنز (۱۹۴۰–۱۸۶۸ میلادی) یکی از چهره‌های کلیدی در سال‌های پایانی یوگنداشتیل و در گذار به معماری مدرن بود. بهرنز که در هامبورگ متولد شد و در آنجا نقاشی خواند، در سال ۱۸۹۰ میلادی به مونیخ نقل مکان کرد و به عنوان نقاش، تصویرگر و صحاف کار کرد. در سال ۱۸۹۰ میلادی، او یکی از بنیانگذاران جدایی مونیخ بود. در سال ۱۸۹۹ میلادی، از او برای شرکت در مستملکاتٔ هنرمندان دارمشتات دعوت شد، جایی که خانۀ خود و تمام محتویات آن، از جمله مبلمان، حوله و ظروف را طراحی کرد.
پس از سال ۱۹۰۰ میلادی او درگیر طراحی صنعتی و اصلاح معماری به اشکال کاربردی‌تر شد. در سال ۱۹۰۲ میلادی، او در نمایشگاه بین‌المللی تورین، یکی از اولین نمایشگاه‌های بزرگ آر نُوو در سراسر اروپا، شرکت کرد. در سال ۱۹۰۷ میلادی، بهرنز و گروهی از دیگر هنرمندان برجسته یوگنداشتیل، از جمله (هرمان موتزیوس، تئودور فیشر، یوزف هوفمان، یوزف ماریا البریش، برونو پال، ریشارد ریمراشمید و فریتز شوماخر، دویچر ورک‌بوند را ایجاد کردند. الگوبرداری از جنبش هنر و صنایع دستی در انگلستان، هدف بهبود و نوسازی طراحی محصولات صنعتی و اشیاء روزمره بود. او اولین پروژهٔ بزرگ کارخانۀ توربین آاگ در برلین (۱۹۰۹–۱۹۰۸ میلادی) بود. دستیاران و شاگردان بهرنز در این زمان شامل میس فن در روهه، سی.ای. ژانِره (لو کوربوزیه آینده) و والتر گروپیوس، رئیس آینده باوهاوس، کار بهرنز و ورک‌بوند عملاً گذار از یوگنداشتیل به مدرنیسم در آلمان و پایان یوگنداشتیل را آغاز کرد.

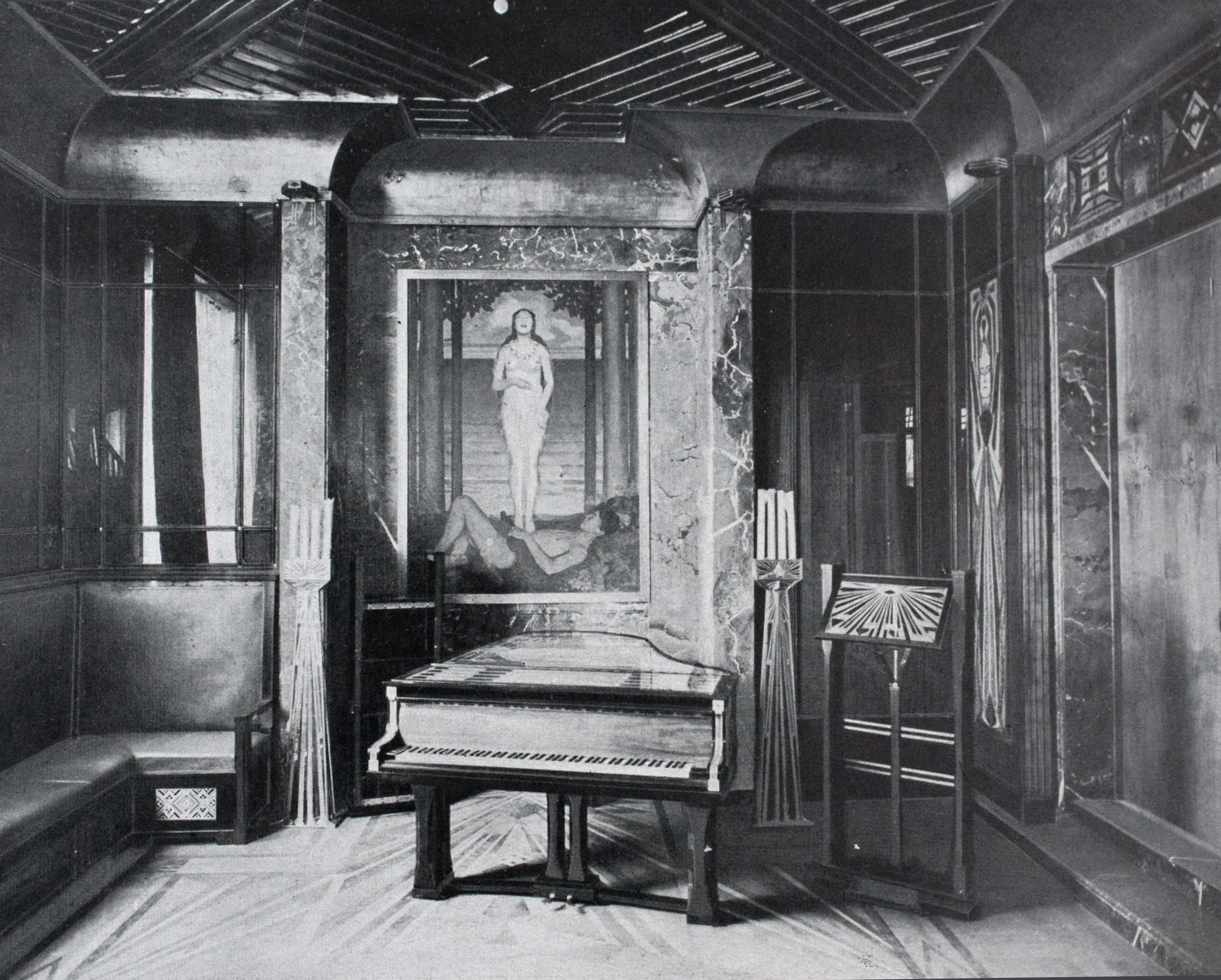
اتاق موسیقی خانۀ بهرنز در دارمشتات (۱۹۰۲ میلادی)
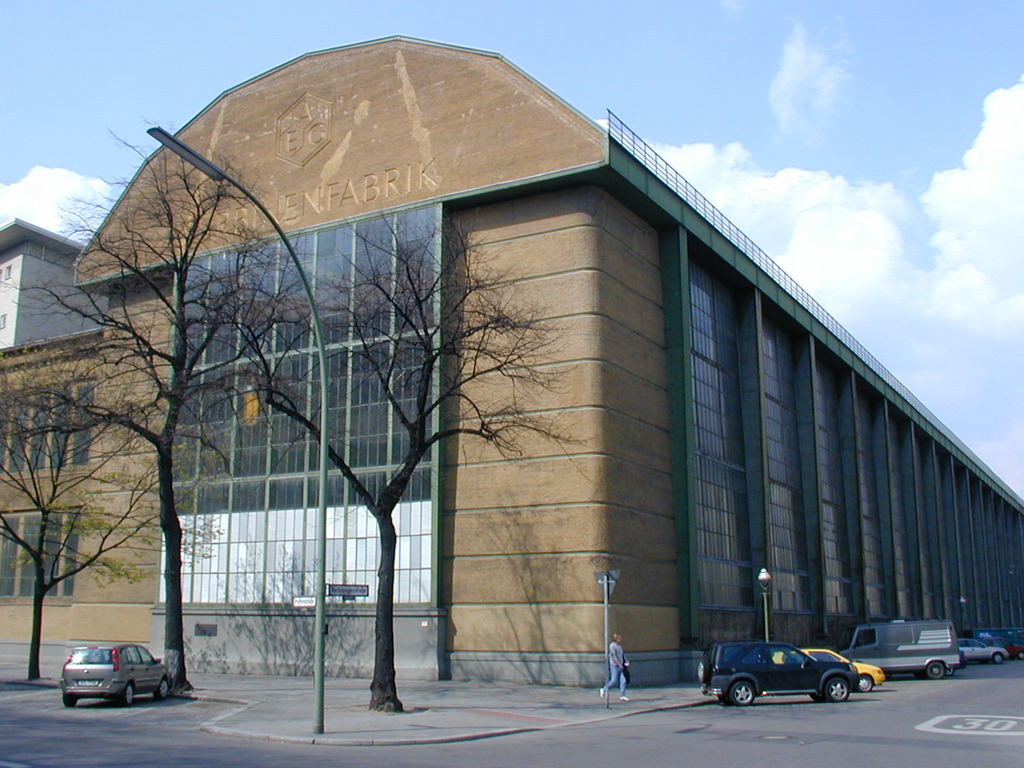
کارخانۀ توربین آاگ در برلین، اثر پیتر بهرنز (۱۹۰۹–۱۹۰۸ میلادی)

## معماری و دکوراسیون
در برلین، آگوست اندل هم سردبیر مجلۀ پان بود و هم یکی از چهره‌های اصلی در دکوراسیون یوگنداشتیل، طراحی هتل‌ها و تئاترها، مانند فضای داخلی تئاتر بونتس در برلین (۱۹۰۱ میلادی) که در طول جنگ جهانی دوم ویران شد. او تمام جزئیات داخلی را تا ناخن طراحی کرد. با هر اتاق در رنگی متفاوت و با موضوعی متفاوت. او همچنین هاک‌اشه هوفه، مجموعه‌ای از ساختمان‌ها در مرکز برلین را طراحی کرد که به خاطر جزئیات تخیلی دکوراسیون، به شکل‌های مارپیچ و پیچشی طراحی شده‌ است.

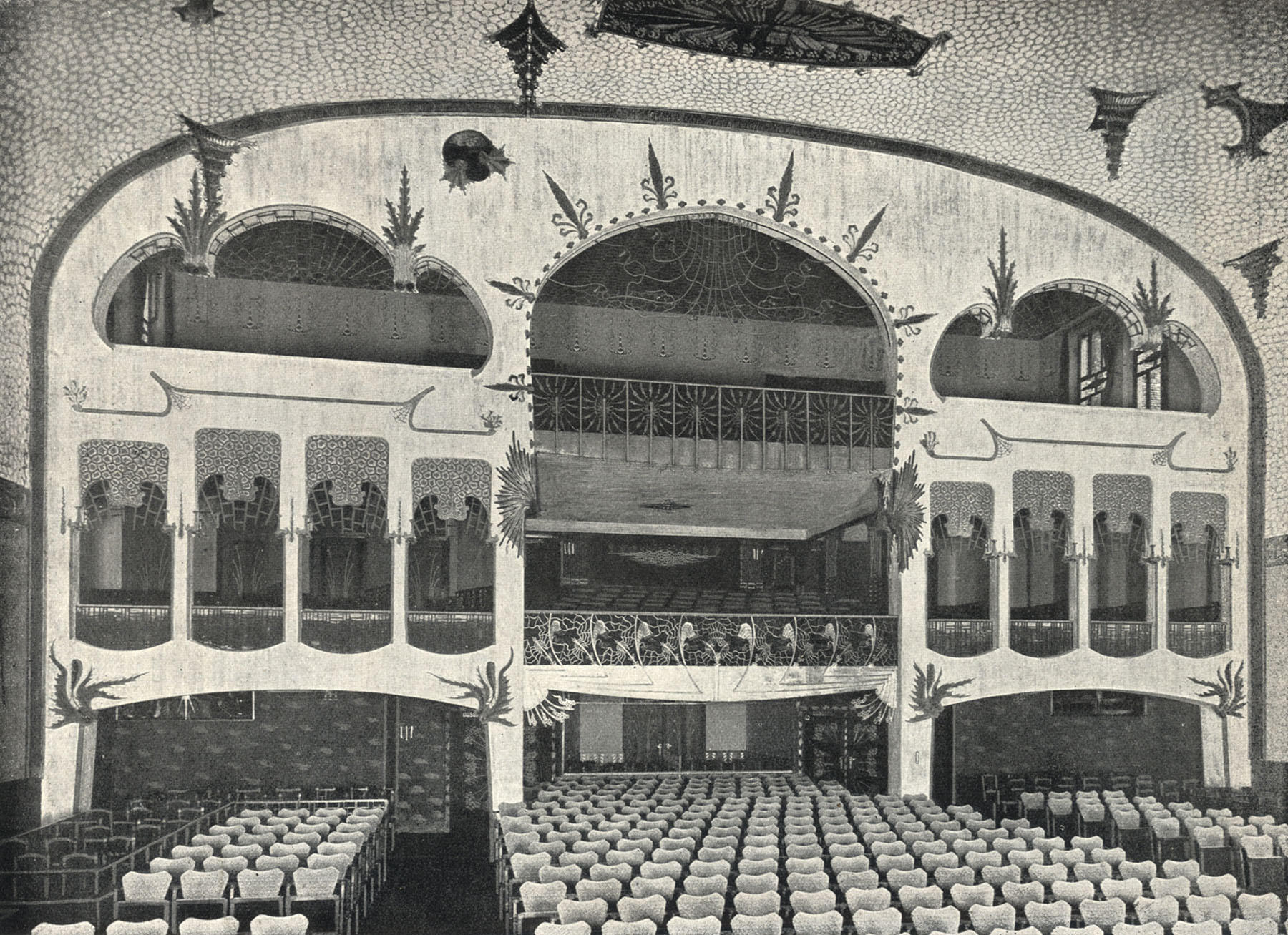
تئاتر بونتس، برلین (۱۹۰۱ میلادی) اثر: آگوست اندل

## پوستر و هنرهای گرافیکی
برجسته‌ترین گرافیست اتو اکمان بود که تصاویر متعددی را برای جنبش مجلۀ یوگند به سبک سینوسی و گل‌دار که شبیه به سبک فرانسوی بود تهیه کرد. او همچنین سبکی بر اساس خوشنویسی ژاپنی ایجاد کرد. یوزف ساتلر گرافیست دیگری بود که از طریق مجلۀ هنری دیگری به نام پان به این سبک کمک کرد. ساتلر یک طرح‌حروف طراحی کرد که اغلب در یوگنداشتیل استفاده می‌شد.
یکی دیگر از گرافیست‌های مهم آلمانی یوزف رودولف ویتزل (۱۹۲۵–۱۸۶۷ میلادی) بود که بسیاری از جلدهای اولیه برای یوگند با اشکال منحنی و گل‌دار که به شکل‌‌گیری سبک کمک می‌کرد، تولید کرد.
مجلۀ زیمپلیتسیسیموس که در مونیخ منتشر می‌شود، به خاطر گرافیک یوگنداشتیل و همچنین برای نویسندگان مدرنی که ارائه می‌کرد، از جمله توماس مان و راینر ماریا ریلکه، مورد توجه قرار گرفت. تصویرگران مهم این مجله عبارتند از توماس تئودور هاینه.

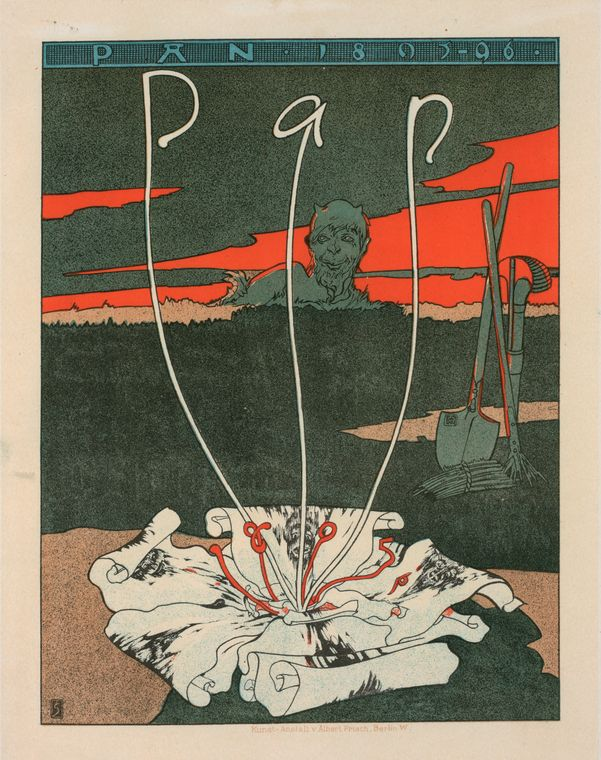
روی جلد مجلهٔ پان اثر: یوزف ساتلر (۱۸۹۵ میلادی)
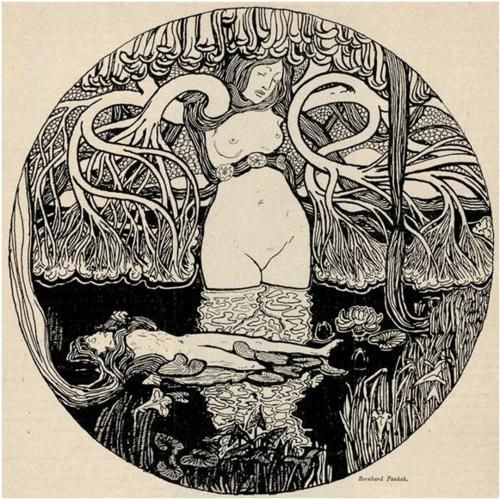
تصویرسازی اثر: برنهارد پانکوک در مجلهٔ یوگند (۱۸۹۶ میلادی)
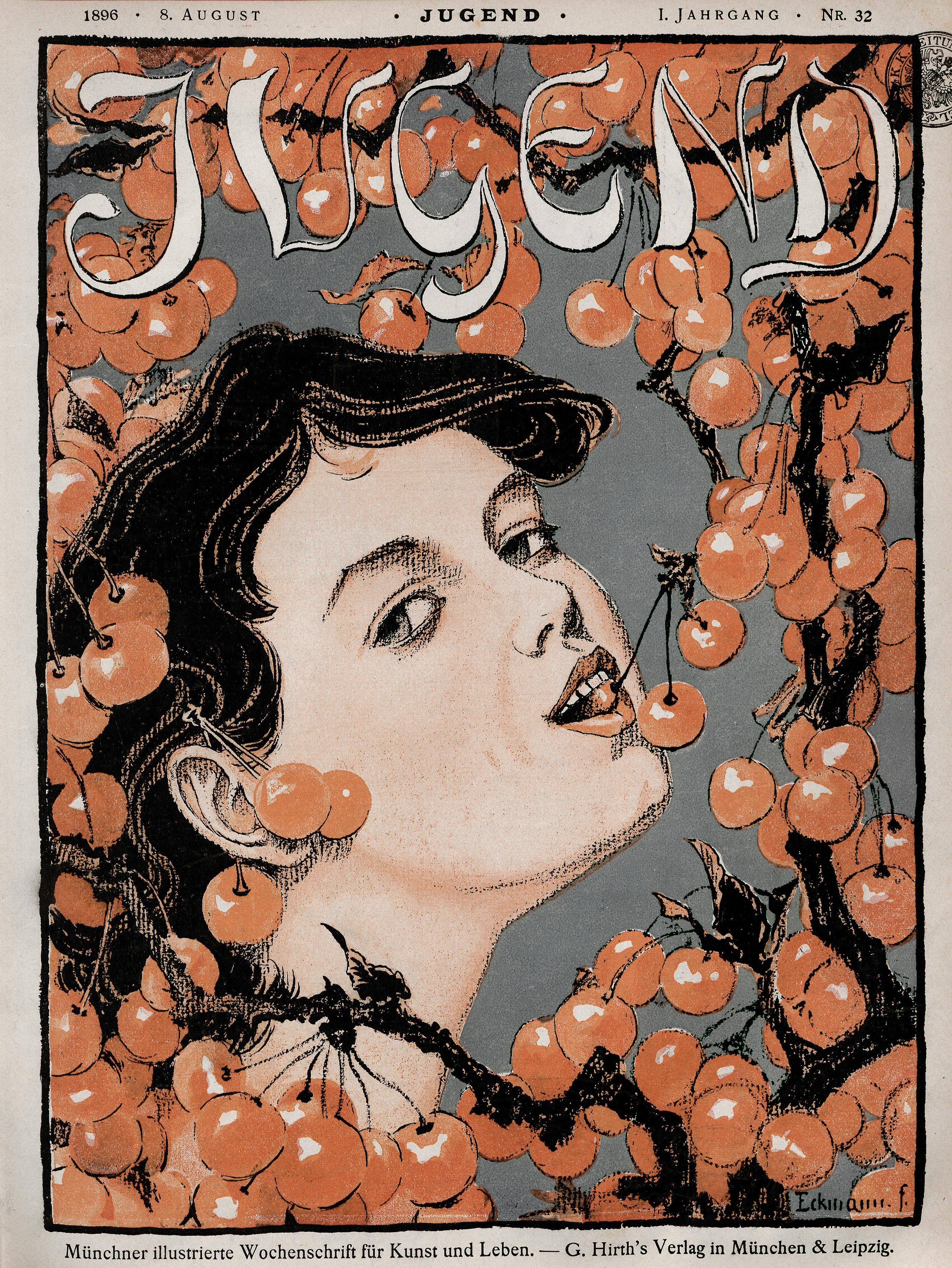
روی جلد مجلهٔ یوگند اثر: اتو اکمان (۱۸۹۶ میلادی)
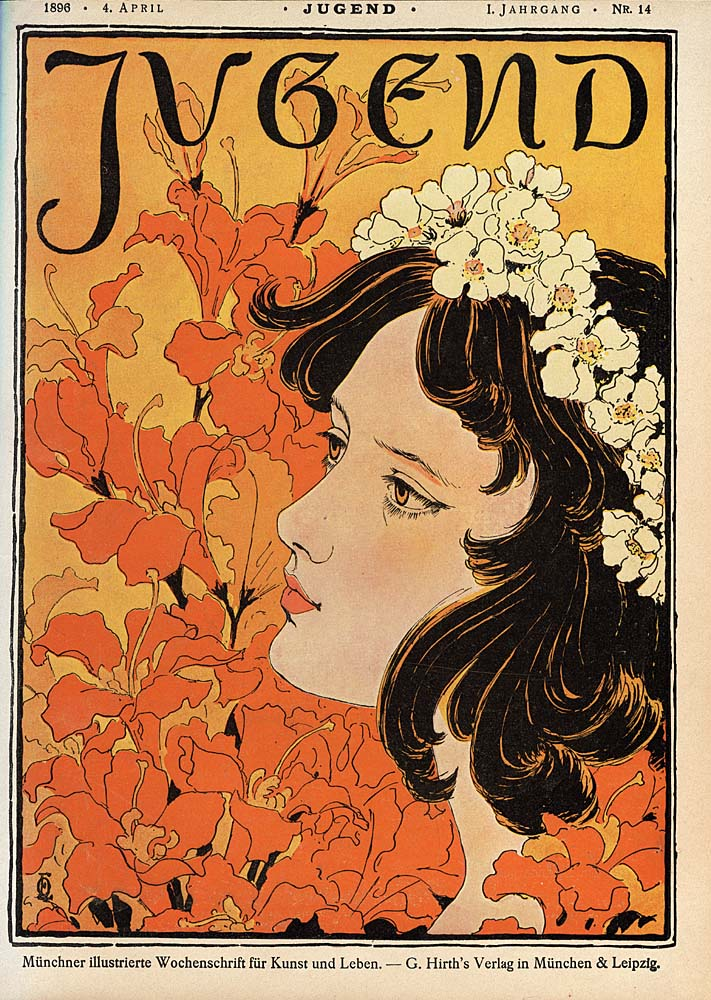
روی جلد مجلهٔ یوگند اثر: اتو اکمان (۱۸۹۶ میلادی)
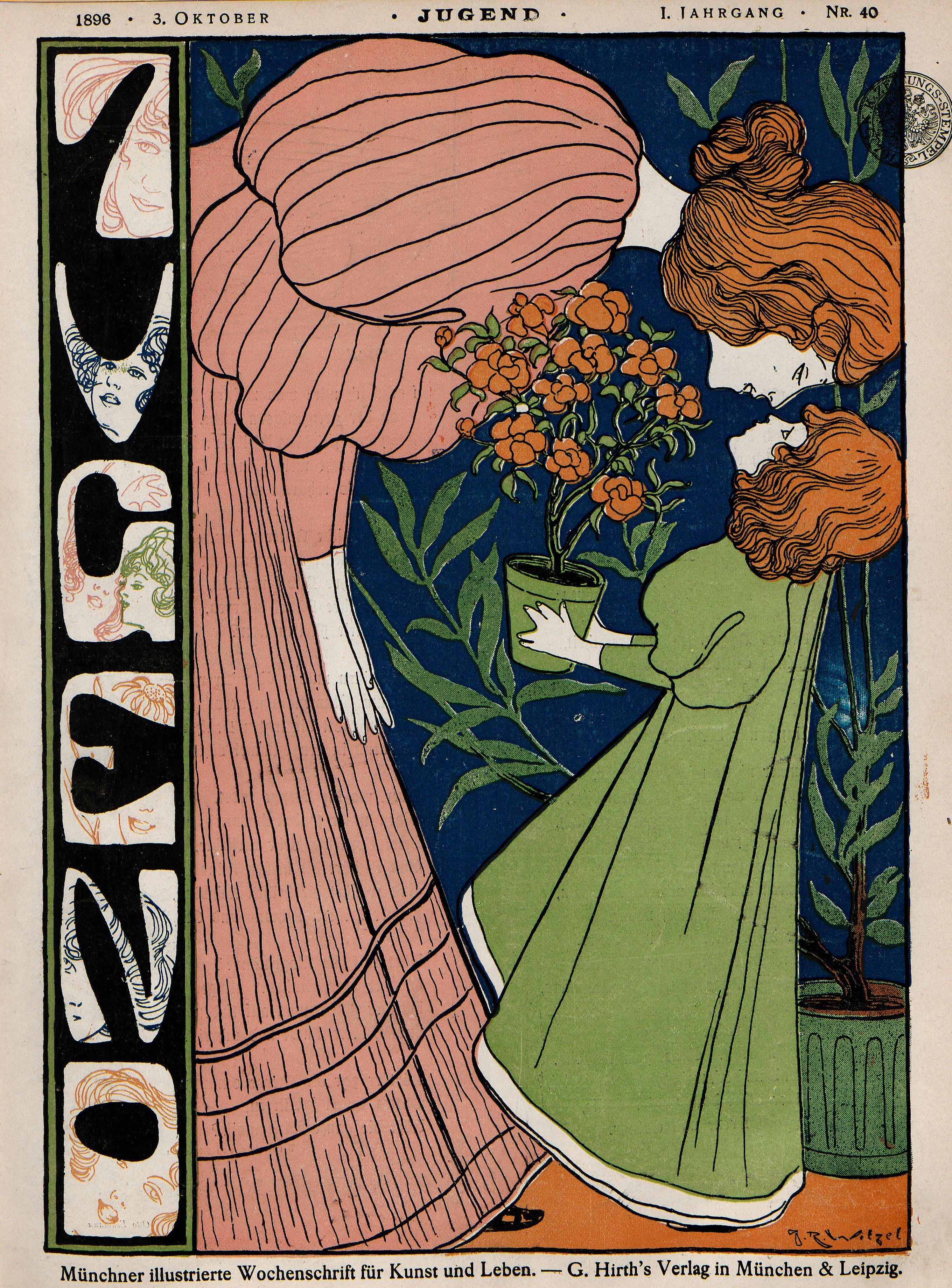
روی جلد شمارهٔ ۴۰ مجلهٔ یوگند اثر: یوزف رودولف ویتزل (۱۸۹۶ میلادی)
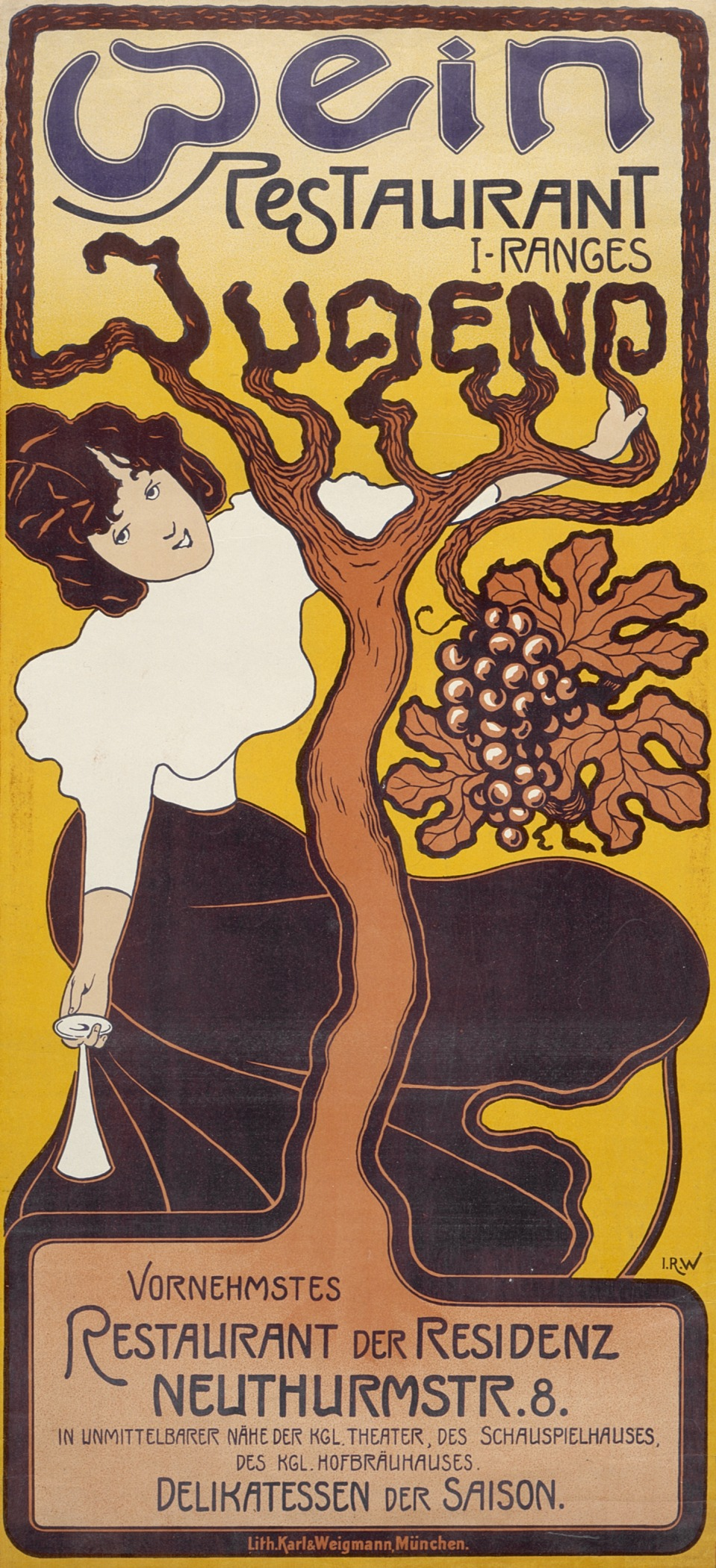
پوستر رستوران اثر: یوزف رودولف ویتزل (۱۸۹۶ میلادی)
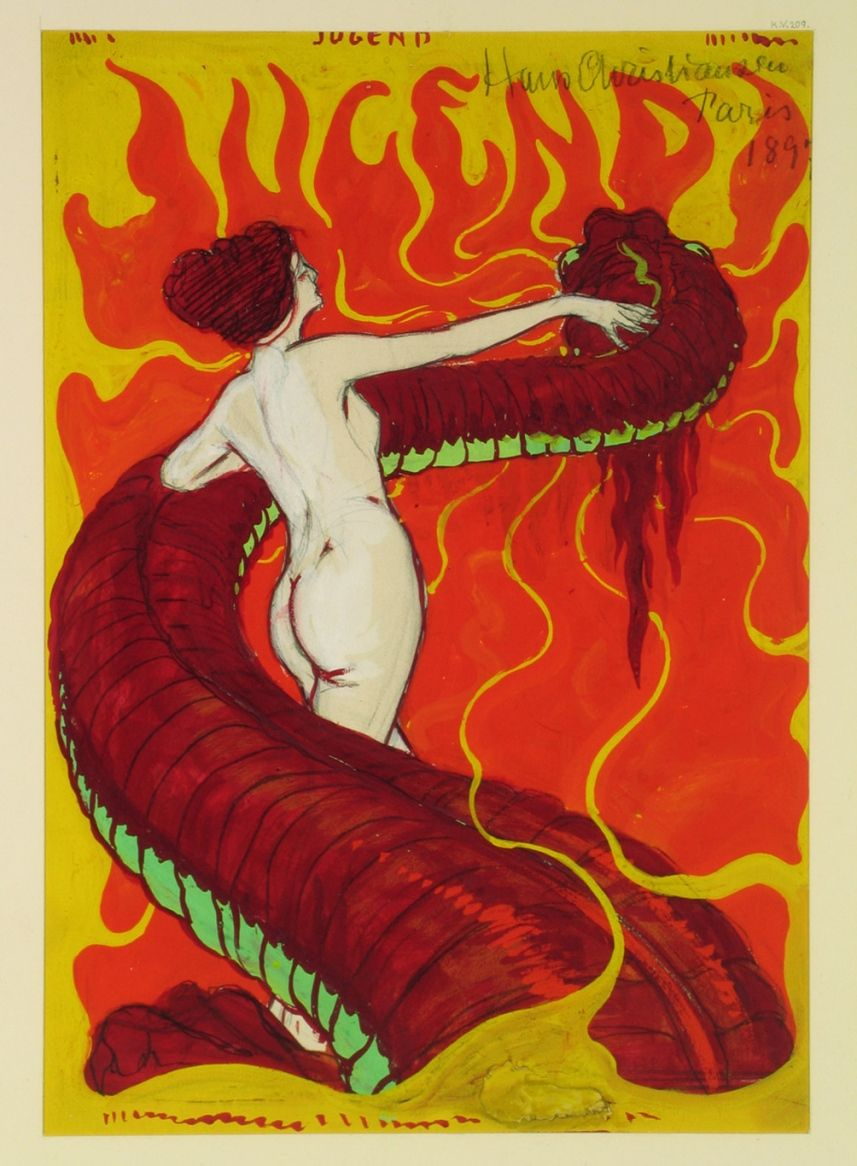
آندرومدا، تصویرسازی برای مجلهٔ یوگند اثر: هانس کریستینسن (۱۸۹۸ میلادی)
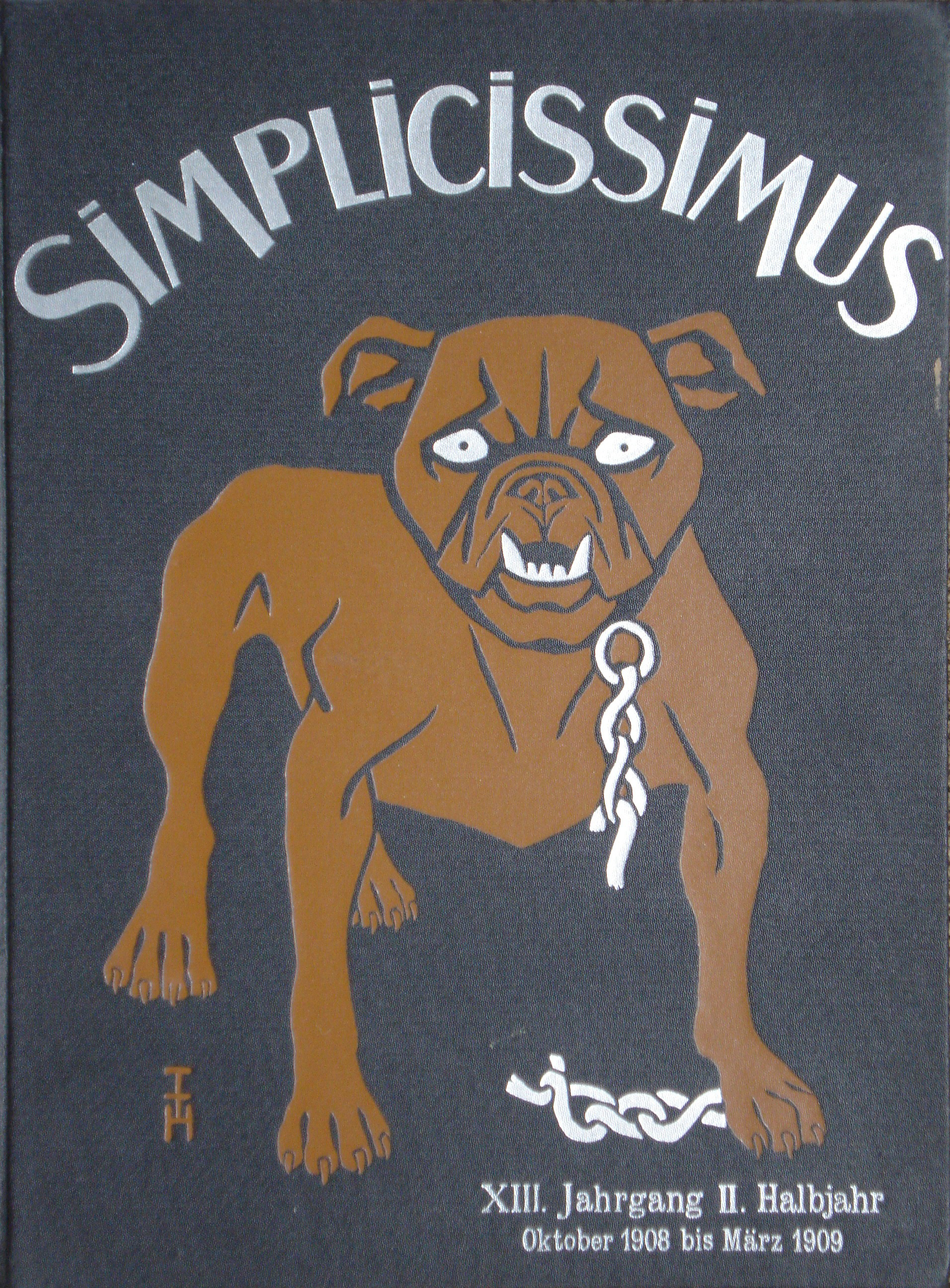
روی جلد مجلهٔ زیمپلیتسیسیموس اثر: توماس تئودور هاینه (۱۹۰۵ میلادی)
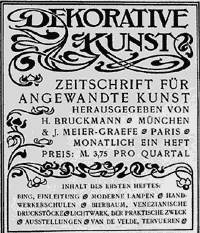
سرصفحه نشریهٔ دکوراتیوه کونست، مجلهٔ هنرهای تزئینی مونیخ (۱۹۰۱ میلادی)

## مبلمان
ایده‌آل طراحان یوگنداشتیل این بود که یک خانه را به یک اثر هنری کامل تبدیل کنند، با همه چیز در داخل، از مبلمان گرفته تا فرش و ظروف، ظروف نقره و هنر، با هماهنگی کامل. با در نظر گرفتن این ایده‌آل، آن‌ها کارگاه‌های خود را برای تولید مبلمان تأسیس کردند.
آگوست اندل، تئودور فیشر، برونو پال، و به ویژه ریشارد ریمراشمید از چهره‌های مهم مبلمان یوگنداشتیل بودند.

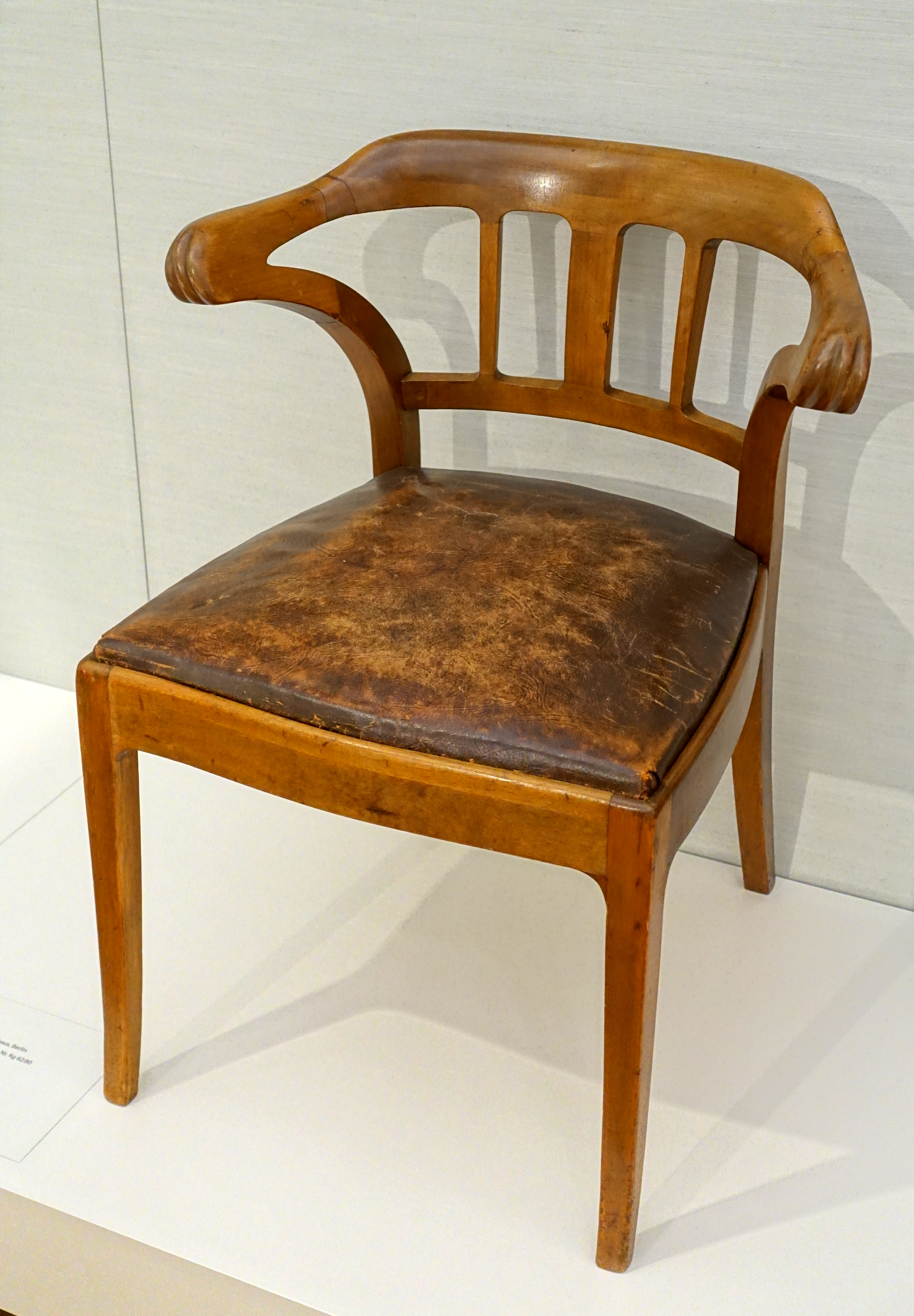
صندلی دسته‌دار از چوب افرا و چرم، اثر: اتو اکمان (۱۸۹۸ میلادی)
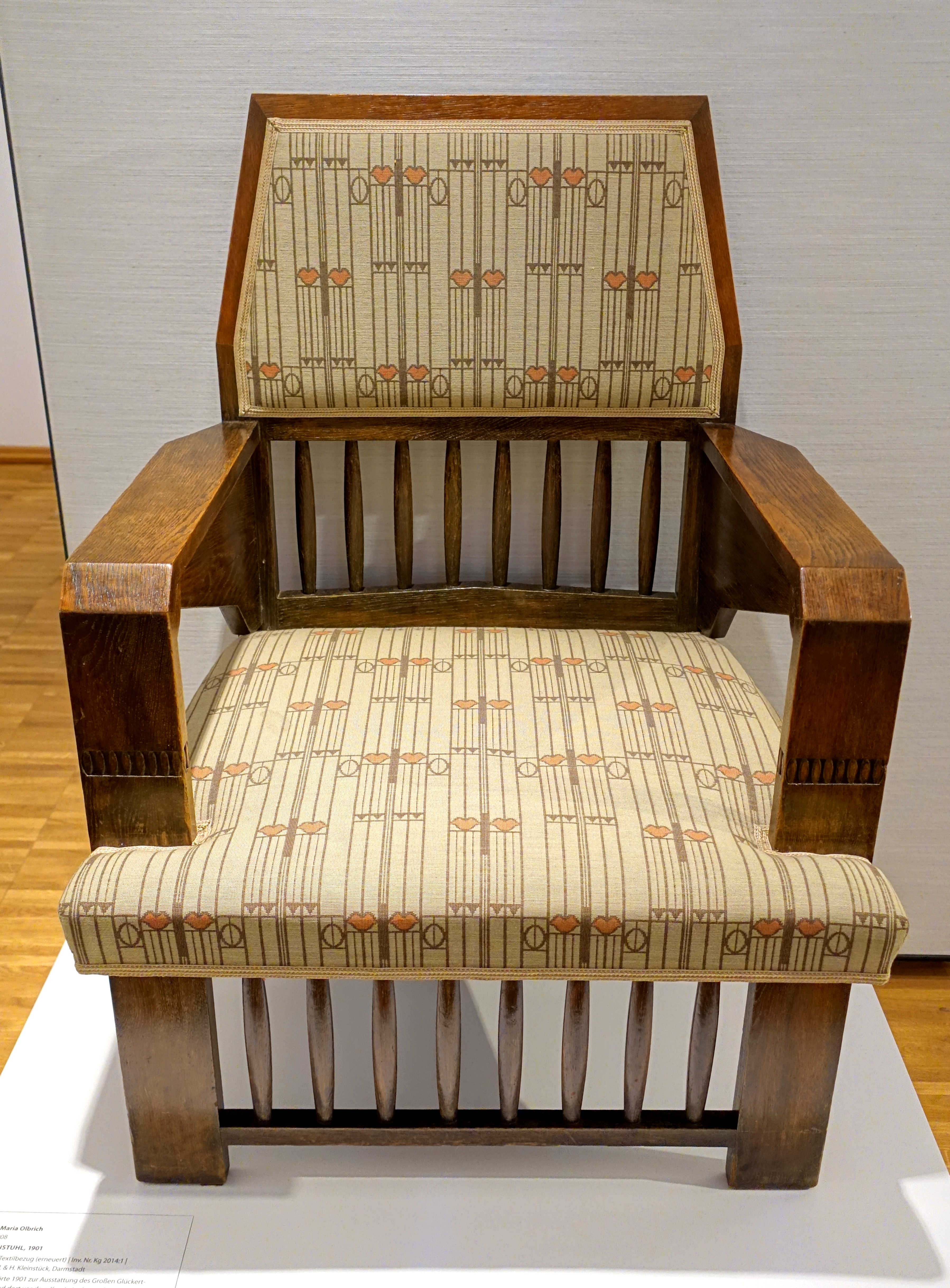
صندلی دسته‌دار، اثر: یوزف ماریا البریش، بلوط و پارچه (۱۹۰۱ میلادی)، موزهٔ دارمشتات
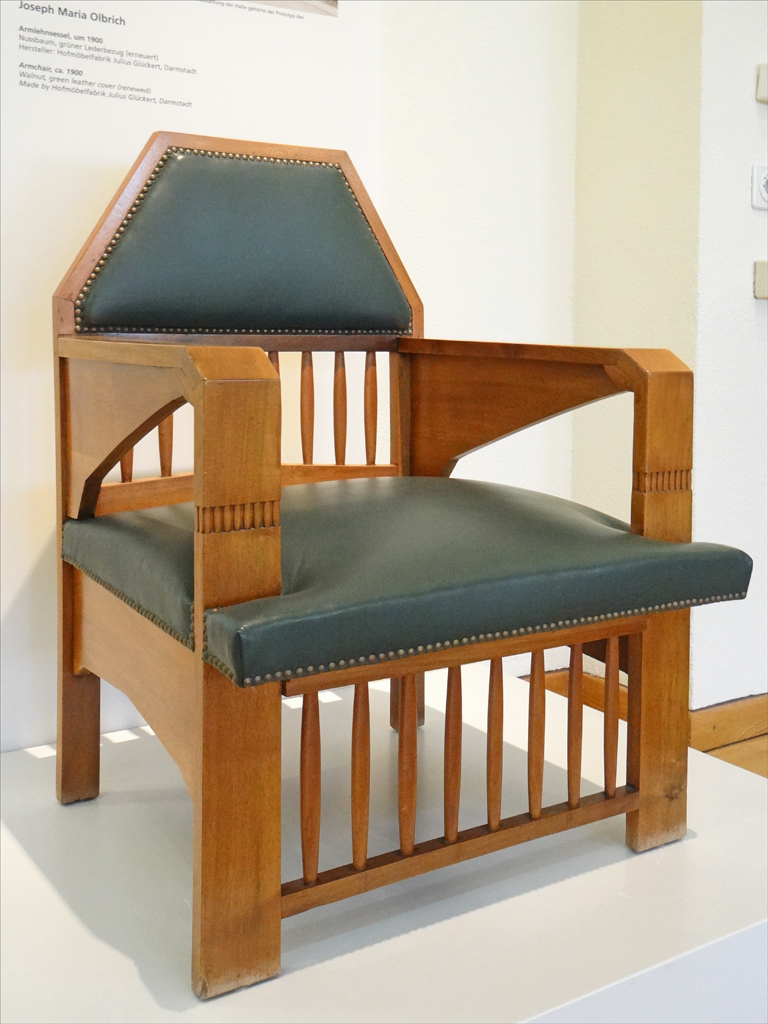
صندلی دسته‌دار، اثر: یوزف ماریا البریش، موزهٔ دارمشتات
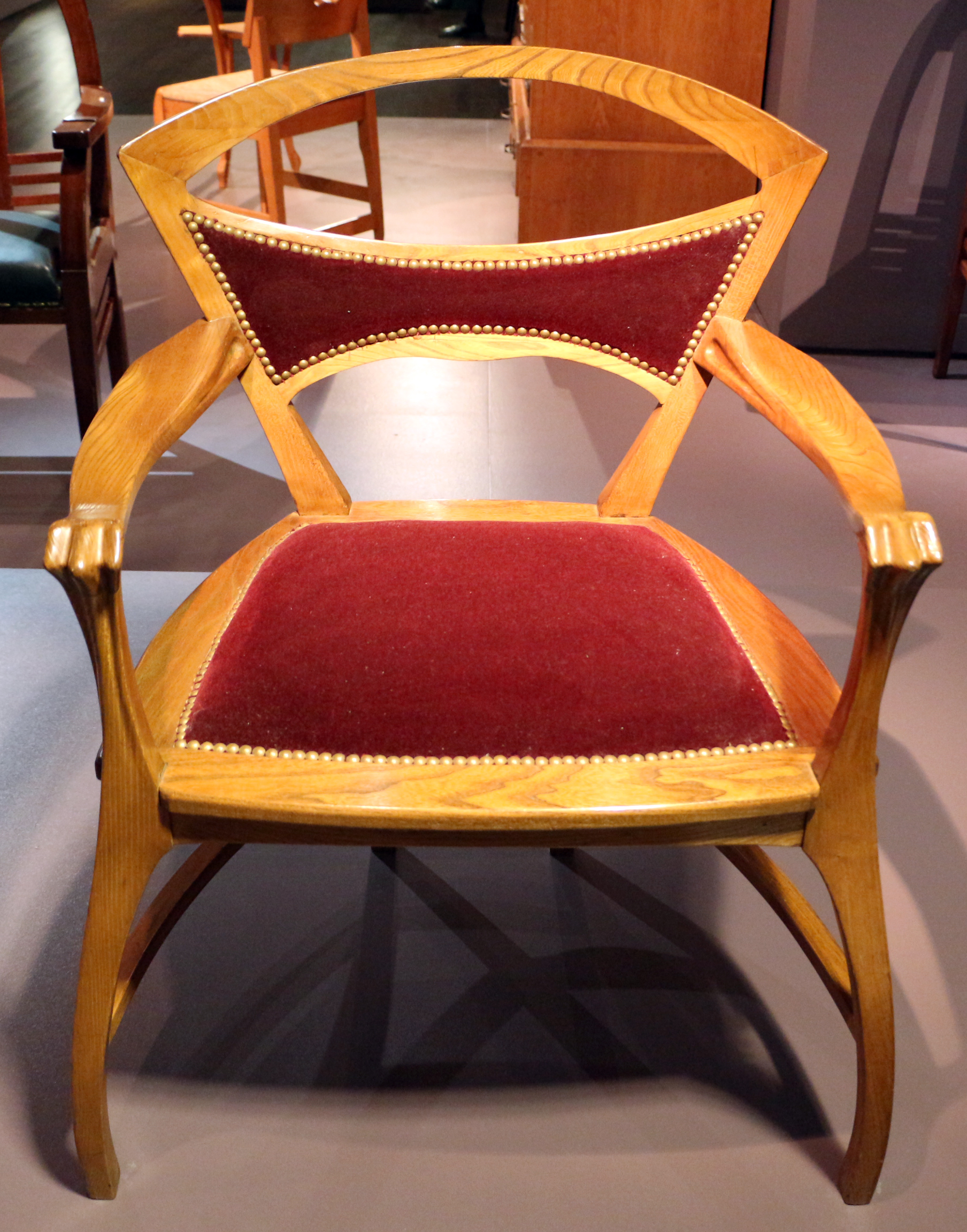
صندلی اثر: برونو پال (۱۹۰۰ میلادی)

## محصولات فلزی
کارخانۀ محصولات فلزی اشتراوب و شوایتزر (وی‌ام‌اف) تا سال ۱۹۰۰ میلادی بزرگترین تولیدکنندۀ فلزات خانگی در جهان بود که عمدتاً به سبک یوگنداشتیل در استودیوی هنری وی‌ام‌اف تحت مدیریت آلبرت مایر طراحی شده بود. وی‌ام‌اف در سال ۱۹۰۵ میلادی اوریوت، شرکت دیگری که به خاطر ظروف مفرغی یوگنداشتیل معروف است، را خریداری کرد.

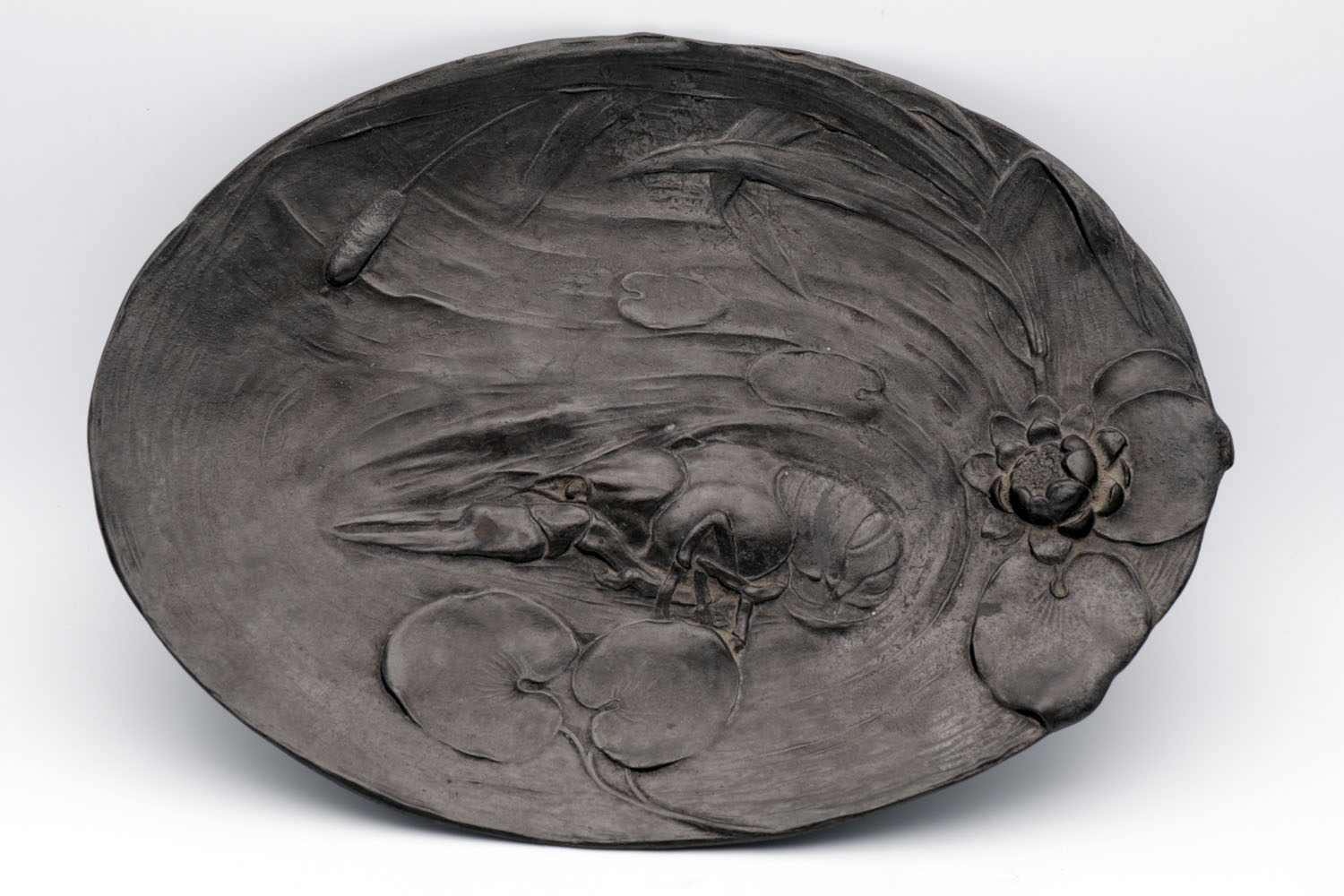
سینی کارت فراخوان مفرغی اوریوت یوگنداشتیل، طرح شمارهٔ ۲۰۴۳، حدود ۱۹۰۰ میلادی
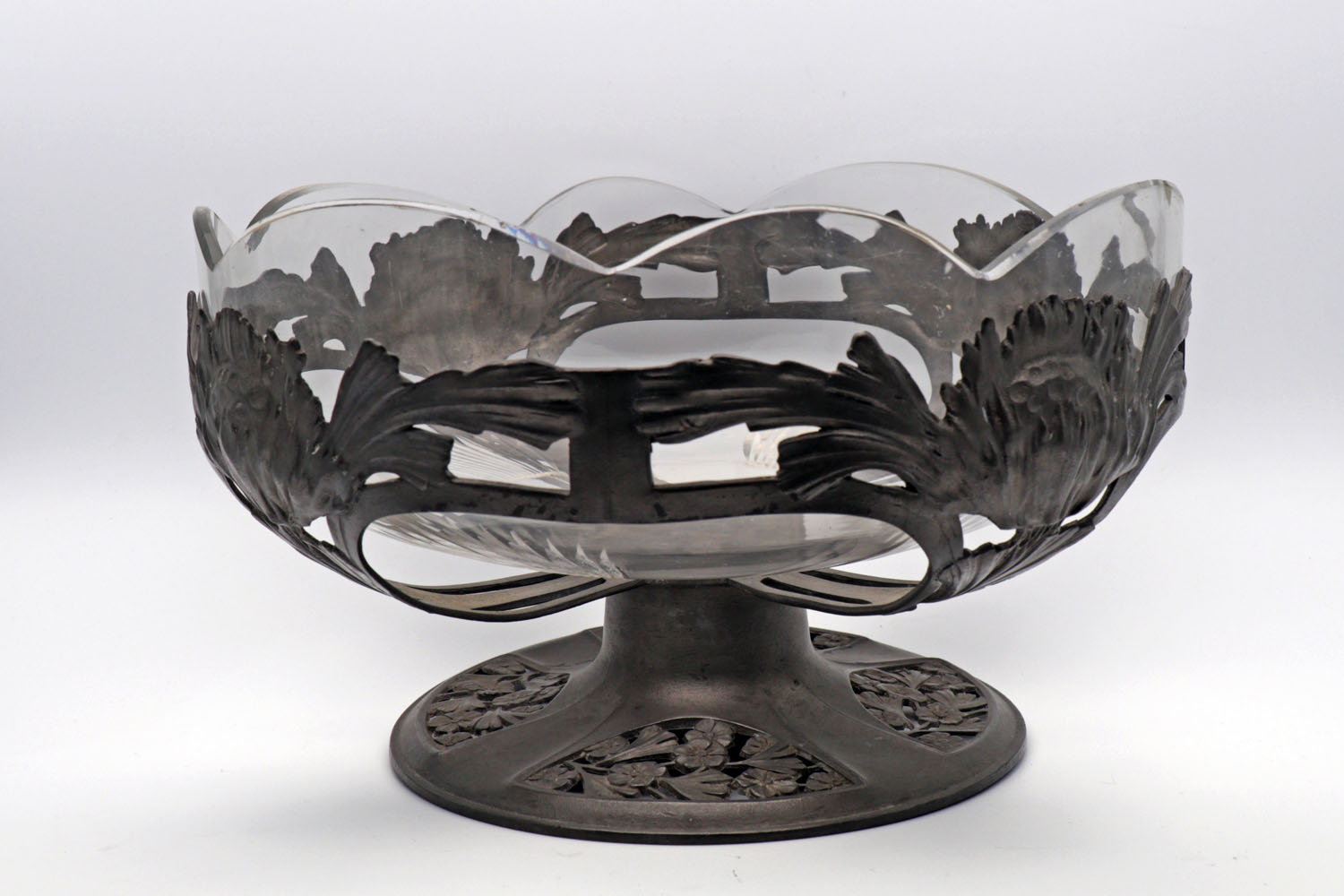
کاسۀ مفرغی اوریوت یوگنداشتیل با پوشش داخلی شیشه‌ای، حدود ۱۹۰۰ میلادی
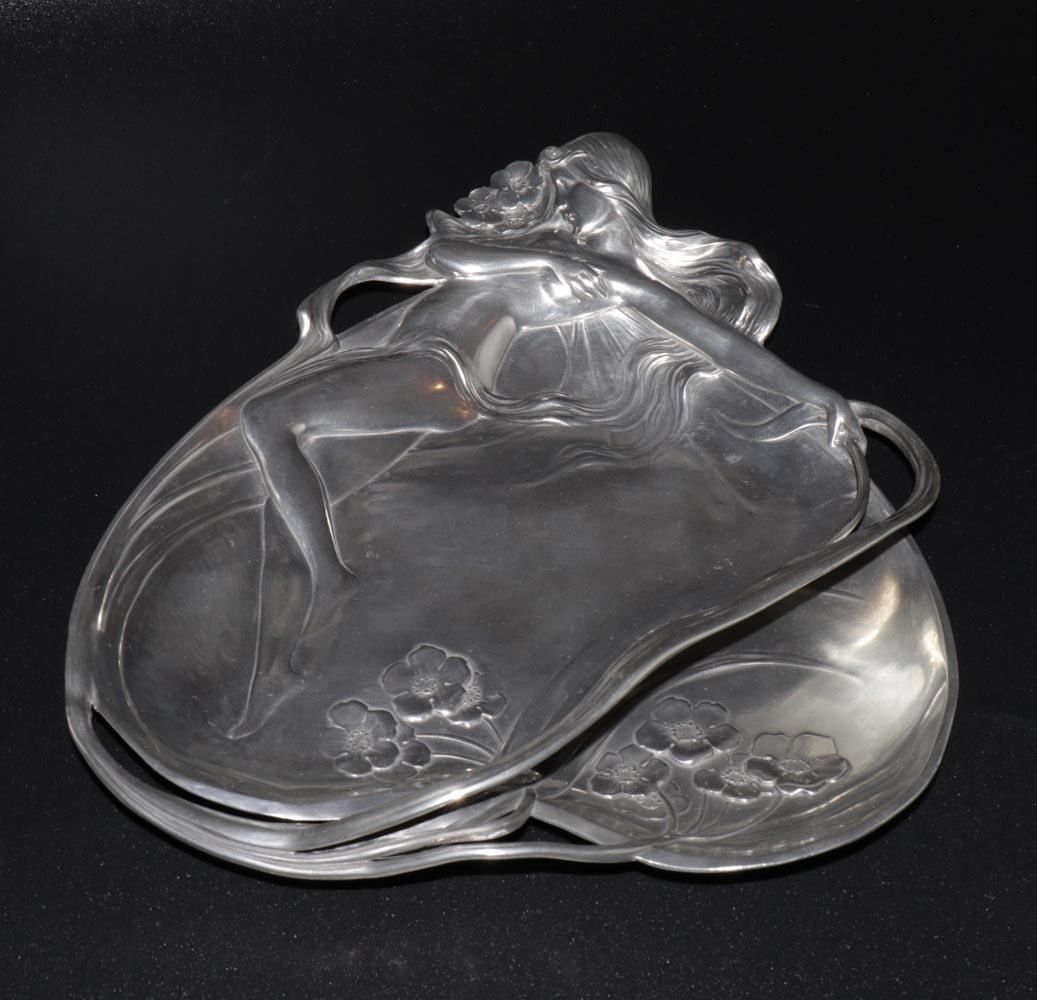
ظرف مفرغی وی‌ام‌اف یوگنداشتیل، طرح شماره ۲۳۲، حدود ۱۹۰۶ میلادی